# Шумадија и западна Србија
Шумадија и западна Србија је један од пет статистичких региона Србије. 
Ово је највећи статистички регион по: броју становника (1.819.318 према попису 2022. године); површини (26.493 km²) и броју насељених места (2.112).

## Формирање региона
У јулу 2009. године, скупштина Србије усвојила је закон којим је Србија подељена на седам статистичких региона.  Првобитно је било предвиђено да подручје статистичког региона Шумадија и западна Србија чине два статистичка региона - Западни регион и Централни регион. Почетком 2010. године преовладала је идеја о смањењу броја статистичких региона, а разлог за то је неравномерност у броју становника у регионима на основу првог предлога. Према новом предлогу, Србија се дели на пет статистичких региона, а уједначавање региона врши се спајањем Западног и Централног региона и Источног и Јужног региона.

## Историја
У римско доба, ово подручје је првобитно било у саставу провинција Мезије, Далмације и Паноније. Уситњавањем провинција и променом њихових граница, целокупно подручје региона улази у састав провинције Горња Мезија. Становништво ове провинције су углавном чинила келтска и илирска племена. Касније, поделом Римског царства, цела област је укључена у Византију.
Крајем 5. и почетком 6. века, на ове просторе се масовно досељавају словенска племена. Током раног средњег века, североисточним деловима ове области су углавном доминирале Бугарска и Византија, док су се југозападни делови области налазили у саставу Рашке. На северу регије, у Мачви, шири се средњовековна угарска држава, која на овом подручју формира покрајину Мачванска бановина.
1282. године, након сабора у Дежеви, северни делови области улазе у састав Сремске краљевине, под влашћу краља Драгутина, а средином 14. века, цела област је у саставу Душановог српског царства. После пропасти Српског царства, регија постаје средиште државе Николе Алтомановића, а затим и средиште Моравске Србије (у 14. веку) и Српске деспотовине (у 15. веку).
Падом Српске деспотовине (1459. године) целокупно подручје региона долази под турску власт. У кратком периоду, између 1718. и 1739. године, северни део области улази у састав Аустријске Краљевине Србије. 1804. године регион постаје средиште Српске револуције и Пијемонт модерне Србије. Први српски устанак подигао је Карађорђе Петровић у месту Орашац 15. фебруара 1804. године, а Други српски устанак под вођством Милоша Обреновића подигнут је у месту Таково 24. априла 1815. године.
После Другог српског устанка, већи део региона је у саставу Србије. Проширењем граница Србије 1833. године, у састав Србије улазе још неки јужни и западни делови региона, док под турском влашћу остаје само подручје Санџака, које ће такође ући у састав Србије 1912. године. После формирања Краљевства Срба, Хрвата и Словенаца 1918. године, подручје региона је било подељено на неколико округа (1918—1922) и области (1922—1929). Са формирањем бановина 1929. године, подручје региона је подељено између Дринске, Дунавске, Моравске и Зетске бановине.
Током окупације Југославије од стране сила Осовине у Другом светском рату, ово подручје је углавном било у саставу Недићеве Србије, док се део Санџака налазио у саставу Црне Горе. 11. маја 1941. године на Равној Гори, оснива се Југословенска војска у Отаџбини под командом генерала Драгољуба Михаиловића, која је деловала као герилска формација у борби против окупатора. Генерал Михаиловић је краљевим указом од 28. маја 1942. означен као представник југословенске краљевске владе у земљи. У току народноослободилачке борбе против окупатора, на западу региона је 1941. године формирана Ужичка република.
После ослобођења, регион улази у састав НР Србије у оквиру нове социјалистичке Југославије. На северу и југу СР Србије налазиле су се аутономне покрајине Војводина и Косово, док је централно подручје републике које се није налазило у саставу аутономних покрајина било познато под именом Ужа Србија (касније Централна Србија) и функционисало је као нека врста статистичког региона, који, за разлику од других делова Југославије, није имао сопствене органе власти, али су статистички подаци исказивани у оквиру његових граница.
Током 2009. године, подручје Централне Србије подељено је на 5 статистичких региона (Београд, Западни регион, Централни регион, Источни Регион, Јужни регион), да би 2010. године, спајањем региона, овај број био смањен на 3 (Београд, Шумадија и западна Србија, Јужна и источна Србија).

## Географија
На подручју региона налази се неколико просторно-географских целина, од којих су значајније: Шумадија, Рашка/Санџак, Стари Влах, Мачва, Подриње, Пештер, Посавина, Поморавље, Златибор, итд.

## Окрузи
На подручју региона налазе се следећи окрузи:
- Мачвански округ
- Колубарски округ
- Златиборски округ
- Моравички округ
- Рашки округ
- Шумадијски округ
- Поморавски округ
- Расински округ

## Градови
Већи градови региона су (са оквирним бројем становника 2022. године):
- Крагујевац (146.000)
- Нови Пазар (71.000)
- Чачак (70.000)
- Краљево (57.000)
- Ваљево (56.000)
- Крушевац (54.000)
- Шабац (51.000)
- Ужице (49.000)
- Јагодина (35.000)
- Горњи Милановац (23.000)
- Аранђеловац (23.000)
- Параћин (22.000)
- Лозница (20.000)
- Ћуприја (17.000)

## Етничке групе
На подручју региона углавном преовлађује српско становништво, док је у Санџаку знатним бројем заступљено и бошњачко становништво. Бошњаци чине етничку већину у општинама Нови Пазар, Тутин и Сјеница.
Према подацима са пописа из 2022. године, регион је имао 1.819.318 становника. Најбројније етничке групе, према овом попису су биле:
- Срби: 1.547.121
- Бошњаци: 151.374
- Роми: 17.167

## Религија
Најзаступљенија вероисповест у региону је хришћанство (православље), док је на подручју Рашке у знатној мери присутан и ислам.

## Правни статус и политика
Подела Србије на статистичке регионе извршена је у циљу усаглашавања са земљама Европске уније које користе НУТС стандарде. За разлику од три статистичка региона који имају и сопствене органе управе (Војводина, Косово, Београд), статистички регион Шумадија и западна Србија је формиран за статистичке потребе и нема своје органе власти. Пошто се у влади Србије разматра и опција административне регионализације, није искључено да ће овај статистички регион постати и административни. Захтеви за административном регионализацијом овог подручја присутни су у програмима неких политичких партија у Шумадији и Санџаку.